# Долгорукова, Прасковья Юрьевна
Княгиня Прасковья Юрьевна Долгорукова, урожд. княжна Хилкова (1692—1730, Берёзов) — жена князя Алексея Григорьевича Долгорукова, мать «государыни-невесты» Екатерины Долгоруковой.

## Семья
Дочь князя Юрия Яковлевича Хилкова, по-видимому, от второго брака с княжной Домной Васильевной Касимовской (дочерью Сеид-Бурхана).
В 1707 году она вышла замуж за князя Долгорукого Алексея Григорьевича, впоследствии (при Петре II) члена Верховного тайного совета, сенатора, гофмейстера.
От него имела семерых детей, среди которых фаворит императора Петра II — Иван Алексеевич и печально известная «государыня-невеста» Петра II Екатерина Долгорукова.

## Биография
Биография княгини Долгоруковой не выяснена. С приходом к власти Анны Иоанновны в апреле 1730 года была сослана вместе с мужем и всеми детьми в таёжный Берёзов.
В конце 1730 года княгиня Долгорукова заболела и умерла (по разным данным — от цинги или от оспы). Была похоронена вместе с супругом у церкви Рождества Богородицы в Берёзове.

## Культурные аллюзии
В песнях, собранных Кириевским, приведена песня — «Уж ты ягодка ты смородинка» со строками «Не плачь, Прасковьюшка, не тужи, не кручинься» и проч. Героиней песни является некая Прасковьюшка Шереметева, просящая за родню у царя. По мнению П. А. Бессонова, это композитная личность, в которой смешались три члена одной семьи Долгоруковых, сосланные в Березово — Прасковья Юрьевна (мать), Екатерина Алексеевна (дочь) и Наталья Борисовна (ур. Шереметева; невестка, жена Ивана). Смешение этих женщин в фольклоре продолжало обсуждаться и в советское время.
С 2000 года в России вышел на экраны исторический сериал «Тайны дворцовых переворотов». В пятой серии «Вторая невеста императора (2003)» и в шестой серии «Смерть юного Императора (2003)» роль Прасковьи Долгорукой сыграла актриса Лариса Лужина.